# Alannah Myles (album)
Alannah Myles je prvi studijski album kanadske pjevačice Alannah Myles. Poznati singlovi s albuma su "Love Is", "Lover of Mine", "Still Got This Thing" te uspješni i međunarodno poznati singl "Black Velvet" za kojega je nagrađena nagradom Grammy za najbolju žensku rock izvedbu 1990.

## Popis pjesama
1. "Still Got This Thing" – (4:37)
2. "Love Is" – (3:40)
3. "Black Velvet" – (4:47)
4. "Rock This Joint" – (4:02)
5. "Lover of Mine" – (4:42)
6. "Kick Start My Heart" – (3:42)
7. "If You Want To" – (4:13)
8. "Just One Kiss" – (3:35)
9. "Who Loves You" – (3:37)
10. "Hurry Make Love" – (2:16)